# Adonis Ray
Pour les articles homonymes, voir Ray.
Adonis Thomas Ray est un boxeur ghanéen né le 4 août 1944 à Takoradi.

## Carrière
Adonis Ray remporte la médaille d'argent dans la catégorie des poids lourds aux championnats d'Afrique de Lagos en 1966, aux Jeux de l'Empire britannique et du Commonwealth de Kingston en 1966 ainsi qu'aux championnats d'Afrique de Lusaka en 1968.
Aux Jeux olympiques d'été de 1968 à Mexico, il est éliminé au deuxième tour dans la catégorie des poids lourds par le Mexicain Joaquín Rocha.